# Edmundo López
Edmundo López Gómez (San Andrés de Sotavento, Córdoba, 8 de marzo de 1924-Bogotá, 7 de julio de 2015) fue un escritor, político, diplomático y columnista colombiano. Fue ministro de Gobierno y Comunicaciones en 1987.

## Biografía
Edumdo López nació en San Andrés de Sotavento donde estudió ciencias políticas y derecho en la Universidad del Rosario.  Durante sus inicios como abogado cofundó del movimiento Mayorías Liberales, junto a su hermano Libardo López Gómez, grupo político que permaneció durante décadas al mando gubernamental en el departamento de Córdoba. Fue ministro de Comunicaciones en 1987 durante el gobierno del presidente Virgilio Barco Vargas, y de Justicia. También fue embajador de Colombia en Rusia y escritor de varios libros de análisis político.
En varias oportunidades, el político y diplomático recordaba sus tiempos juveniles al lado de Gabriel García Márquez, de las primeras lecturas del maestro y del Liceo Nacional de Zipaquirá en donde ambos coincidieron. En sus últimos años se radicó en Bogotá y ejerció como columnista del diario El Universal donde muere de un infarto en una clínica de esa ciudad a los 91 años.
También era hermano del Gobernador de Córdoba Jesús María López Gómez. 